# Didier Vavasseur
Didier Vavasseur   (Évreux, 7 de febrer de 1961) és un piragüista francès, ja retirat, que va competir durant la dècada de 1980.
El 1984 va prendre part en els Jocs Olímpics d'Estiu de Los Angeles, on guanyà la medalla de bronze en la prova del K-4 1.000 metres del programa de piragüisme. Formà equip amb François Barouh, Philippe Boccara i Pascal Boucherit. Quatre anys més tard, als Jocs de Seül, fou novè en la mateixa prova.